# Battistero lateranense
Il Battistero Lateranense, il cui titolo è San Giovanni in Fonte al Laterano, è un luogo di culto cattolico di Roma, a pianta centrale, opera di architettura paleocristiana, modello e archetipo dei battisteri edificati nella cristianità per tutto il Medioevo.
Fa parte del complesso della basilica Lateranense.

## Storia
La prima costruzione, risalente al IV secolo e dovuta probabilmente a Costantino, presentava già una forma ottagonale con colonne angolari, anche se alcuni parlano di una pianta quadrata. La costruzione era posta sopra un impianto termale, forse di un palazzo imperiale o della Domus Faustae, così da poter ipotizzare che la prima costruzione del battistero fosse semplicemente l'adattamento di uno degli ambienti dell'area termale.
Rappresentò probabilmente uno dei primi esempi di architettura cristiana a pianta centrale (insieme al Mausoleo di Santa Costanza e alla rotonda del Santo Sepolcro di Gerusalemme). In particolare, come edificio specificatamente destinato alla celebrazione del battesimo e di forma ottagonale, libera su tutti i lati, fece da modello a innumerevoli costruzioni successive.

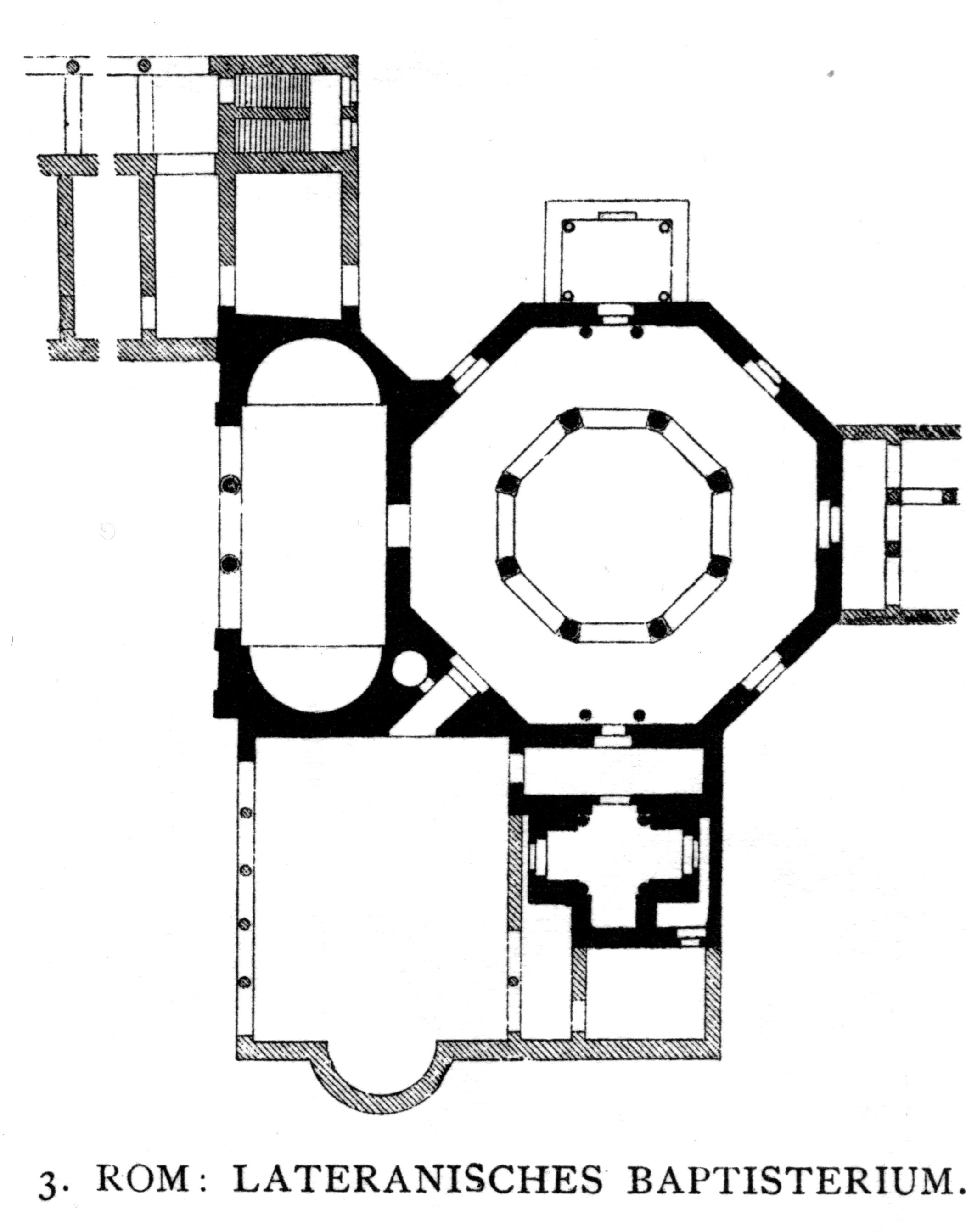
Pianta dell'edificio

In seguito fu sostanzialmente ricostruito, con un colonnato interno, a partire dal 432 fino al 440 circa da Sisto III, rendendo difficile distinguere la fase costruttiva costantiniana che doveva comunque consistere in un unico grande vano ottagonale di circa 20 metri corrispondente all'involucro murario esterno attuale, coperto a cupola o con un tetto ligneo e occupato quasi interamente da una grande vasca alimentata dall'acqua che fuoriusciva da sculture d'argento a forma di cervo, per consentire il rito dell'immersione. Sempre nel V secolo, sotto il pontificato di papa Ilario, furono aggiunti l'atrio a sud e tre cappelle a ovest, nord e est, addossate al perimetro esterno e dedicate rispettivamente a San Giovanni Battista, alla Santa Croce e a San Giovanni Evangelista. Nel VII secolo fu aggiunta a sud-est la cappella di San Venanzio con mosaici a fondo oro della stessa epoca della costruzione. L'edificio, che per secoli fu l'unico battistero di Roma, fu modificato anche in seguito. Dopo un periodo di abbandono conseguente alla permanenza del papa ad Avignone e poi in Vaticano, nel XVI secolo, iniziarono interventi di recupero tra cui la realizzazione di una nuova porta di ingresso sulla rinnovata Piazza san Giovanni, eliminando la cappella nord (oratorio della Santa Croce). Nel XVII secolo, fu rinnovato l'interno con un nuovo apparato decorativo.
Questo battistero fu per molte generazioni il solo battistero di Roma e la sua struttura ottagonale fornì il modello per altri battisteri in tutta Italia e anche un motivo iconico per manoscritti miniati, la Fontana della Vita.

## Descrizione

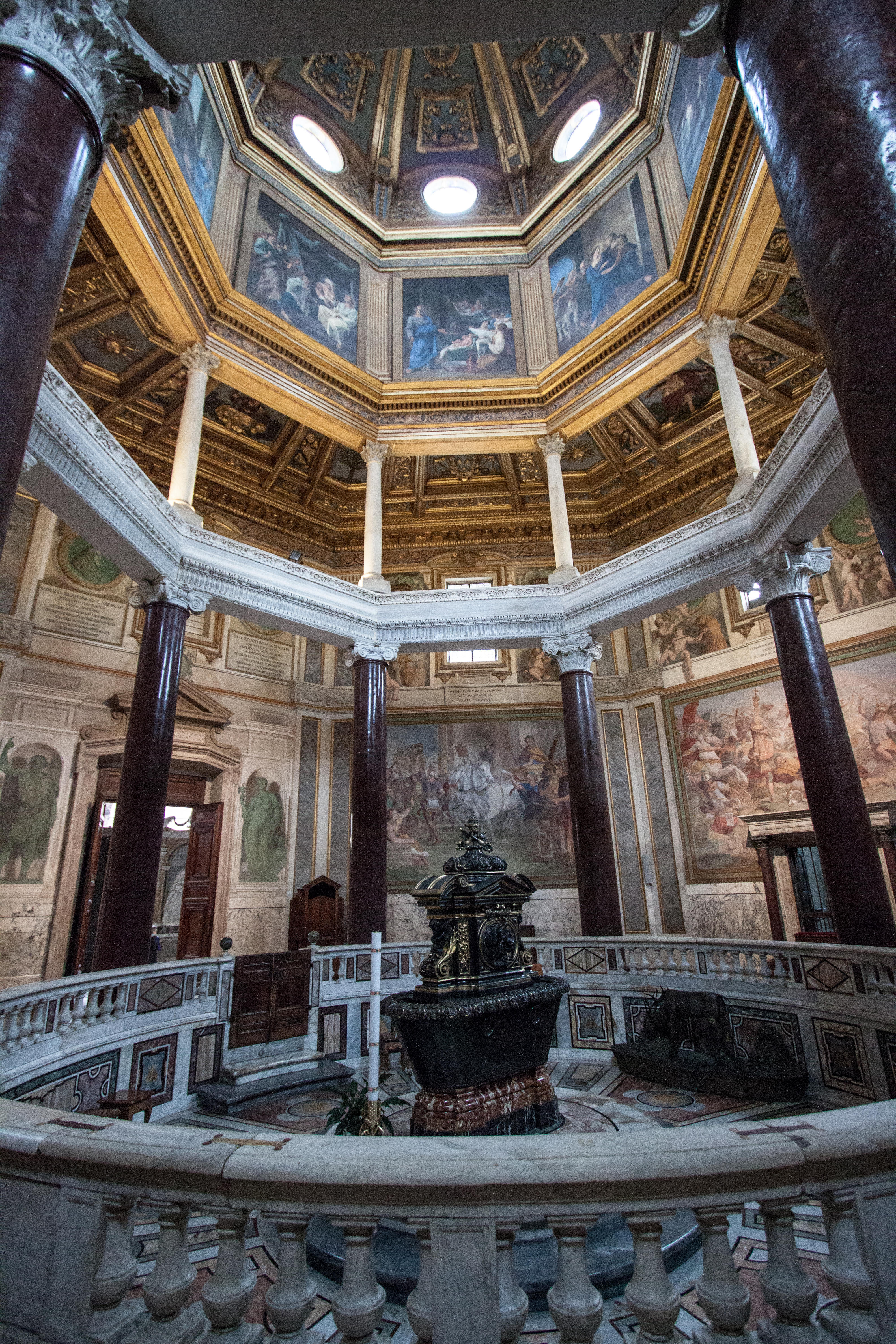
L'interno

L'edificio, che sostanzialmente corrisponde alla ricostruzione del V secolo, presenta una pianta ottagonale, con copertura a cupola, sorretta da due ordini di colonne: il più basso è costituito da otto colonne di porfido rosso, alte 6,3 metri, messe in opera da Sergio III (904-911), che restaurò il Battistero che dai tempi di papa Stefano IV (816-817) era fatiscente, e capitelli compositi, su cui corre una trabeazione marmorea su cui sono incisi versi celebrativi del battesimo; quello superiore fu fatto realizzare da Innocenzo X con otto colonne più sottili, in marmo bianco, anch'esse architravate che sorreggono un tiburio ottagonale, la cupola con finestre ovali e la sovrastante lanterna.
Il battistero ha accesso da un atrio con un portico a due colonne di porfido biabsidato. Nel V secolo, all'epoca di papa Ilario (461-468), entrambi questi catini absidali furono ricoperti di mosaici, di cui oggi ne rimane solo uno, quello orientale: una candelabra attraversa nel mezzo in verticale il catino, intorno fioccano racemi e girali dorati su un fondo verde. In alto, un menisco semicircolare accoglie l'Agnus Dei, mentre in quattro semicerchi alla base del menisco stesso sono accolte quattro colombe che guardano verso l'Agnello. Dal menisco pendono all'esterno quattro croci, altre dodici pendono dai girali. Evidente la simbologia delle crocette (rispettivamente gli Evangelisti e gli Apostoli), mentre per la candelabra si è pensato anche a un riferimento alla Santa Lancia. Nella perduta abside ovest invece sembra che fosse accolto, almeno stando alle descrizioni del Ciacconio e a un disegno di Onofrio Panvinio, un mosaico con due pastori, non criofori, ma in piedi con le gambe incrociate e i bastoni, rivolti verso lo spettatore, mentre alcune pecorelle pascolano ai loro piedi. La simbologia legata alla salvezza resta comunque intatta, anche se l'iconografia non rispetta l'antico modello del Buon pastore con la pecora sulla spalla.
Le absidiole dell'atrio accolgono dal XII secolo due piccole cappelle.
All'interno del Battistero, sotto la cupola, è posto il fonte battesimale e intorno all'ottagono interno delle colonne, corre un alto deambulatorio anulare, con soffitto decorato a cassettoni.
Delle tre cappelle del V secolo solo quella ad est, accessibile da porte bronzee e dedicata a San Giovanni Evangelista, conserva la forma originaria a croce greca con volta a mosaico, risalente al papato di Sisto III. Su fondo oro, l'Agnus Dei è racchiuso in un clipeo circolare, a sua volta inscritto in un quadrato da cui si dipartono quattro festoni fitomorfi a candelabra lungo le diagonali e quattro bande più sottili a croce; quattro semicerchi si innestano sul quadrato centrale, formando così otto ampie campiture di risulta in cui pullulano animali e vegetali con chiaro simbolismo eucaristico. Il soggetto di questa volta, che sembra riprendere un tradizionalismo simbolico, che ha parecchi riferimenti anche in area ravennate, si deve tuttavia inserire nell'ambito dell'operazione di ampliamento concettuale delle immagini operata dal pontificato di Leone I (440-461) in poi. Delle varie letture che si sono susseguite da parte della critica (lo scorrere del tempo reale in confronto all'eternità, simboleggiato dall'opposizione fra i simboli naturalistici e l'Agnello; la Nuova Alleanza; la prima venuta del Cristo), si deve senz'altro privilegiare l'idea di salvezza attraverso l'Incarnazione vista attraverso l'allegoria di un apparato simbolico tradizionale piegato a nuovi significati.
Gli affreschi interni, con episodi della vita di Costantino, risalgono al pontificato di Urbano VIII (1623-1644), il cui stemma con le api campeggia sul pavimento.
L'esterno, in laterizio, è ornato con un fregio disegnato da Francesco Borromini (1657) e mostra la traccia di aperture chiuse in epoche diverse.

## Galleria d'immagini

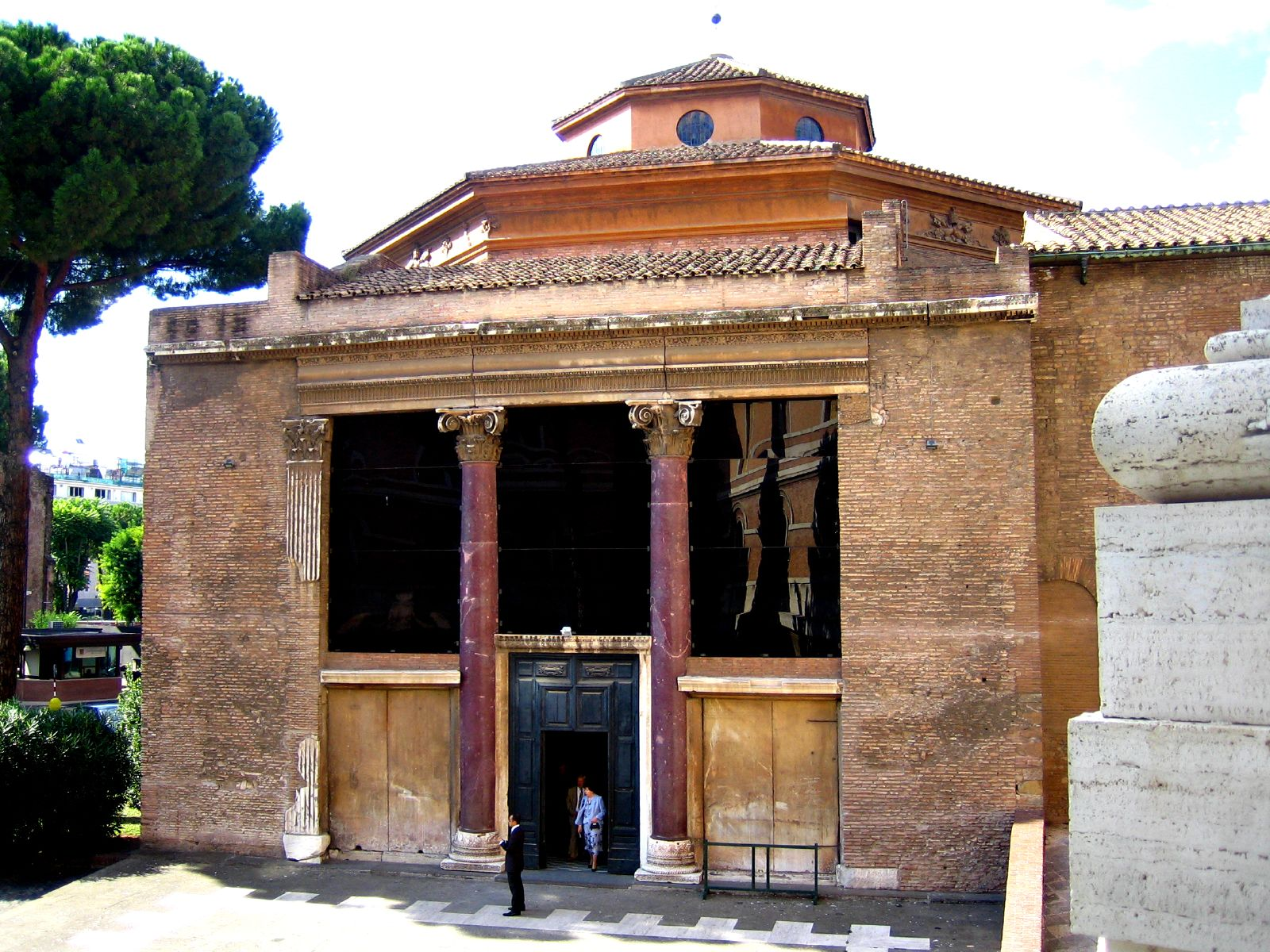
Atrio
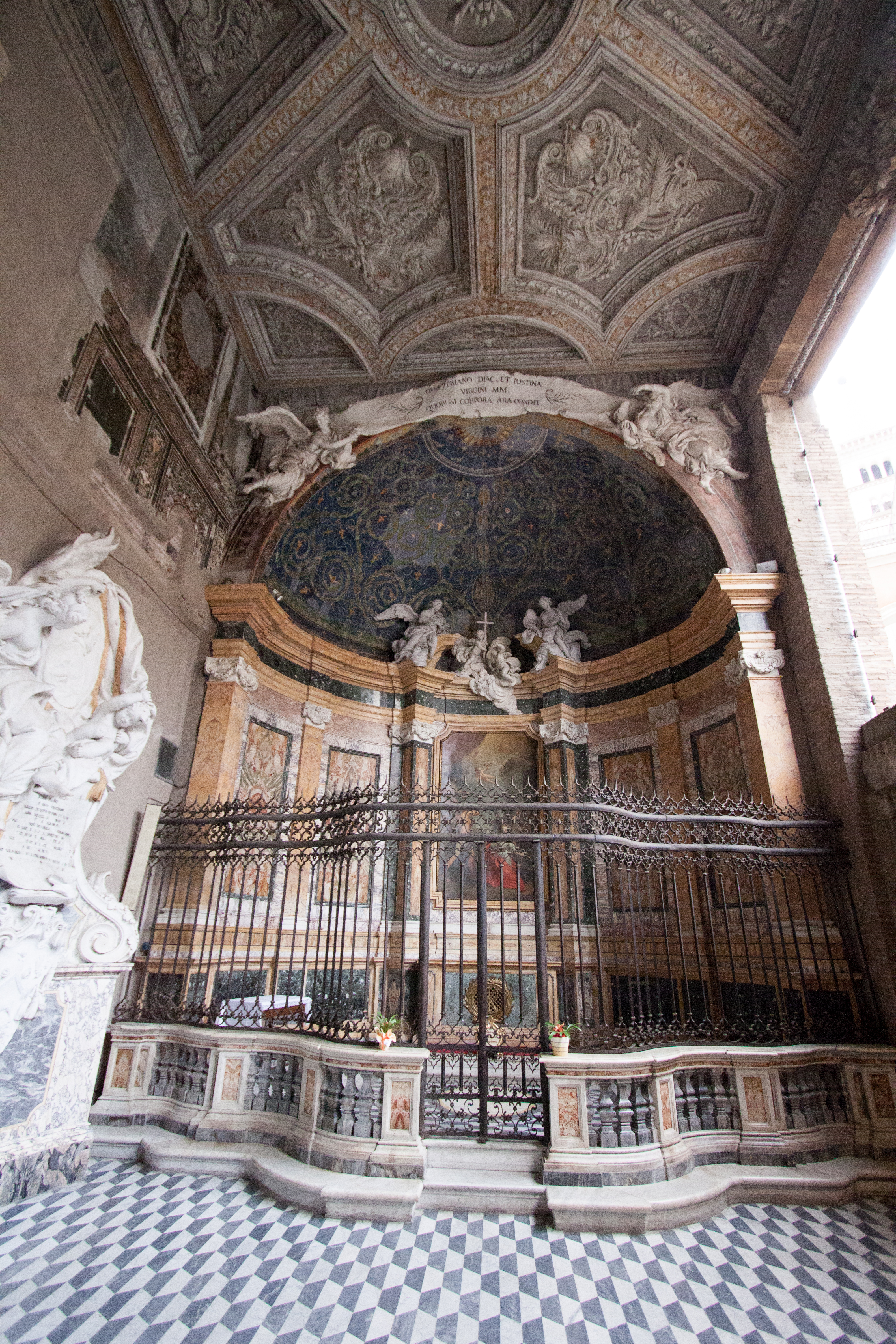
Nartece, cappella con il mosaico del V secolo
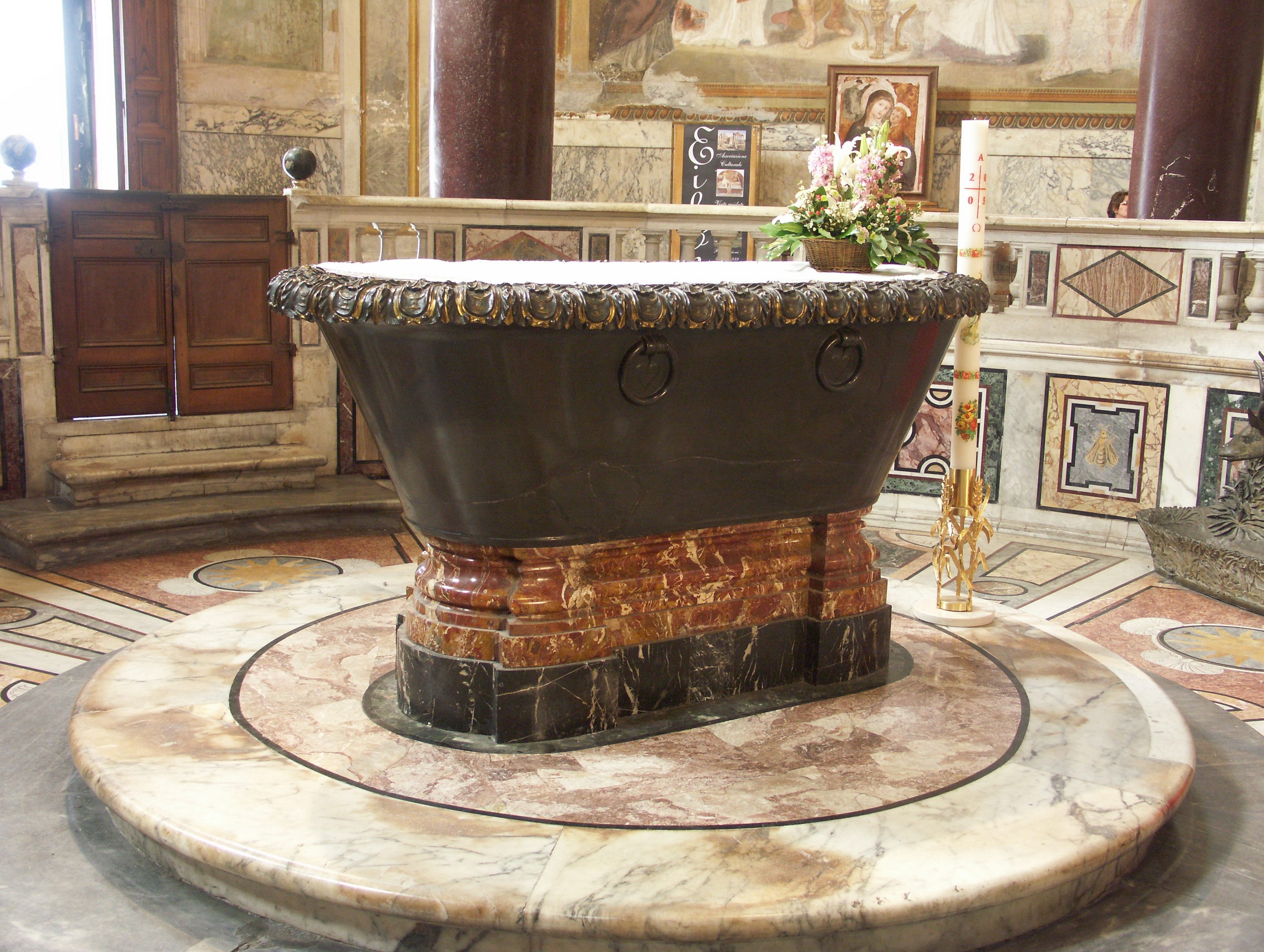
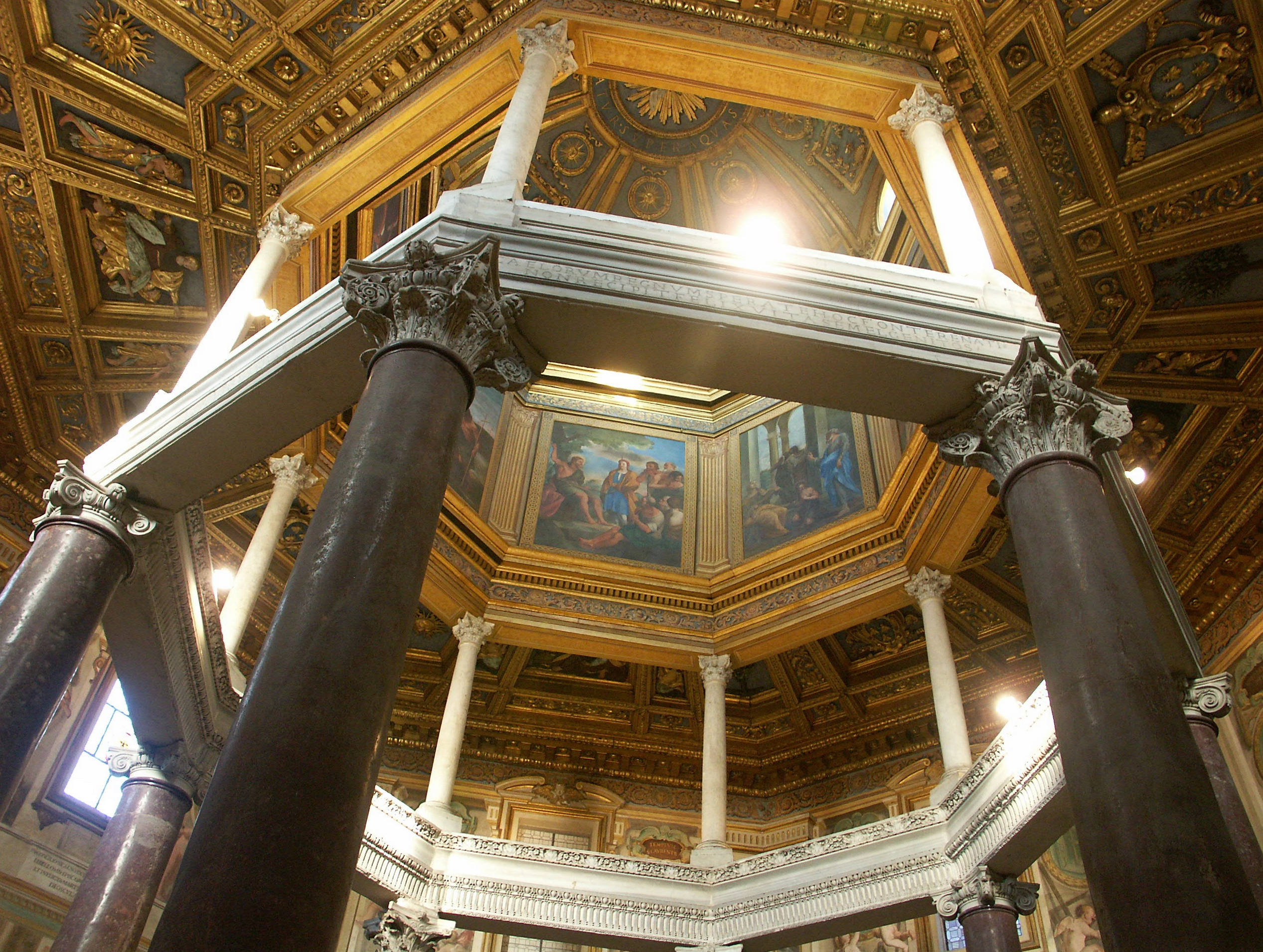
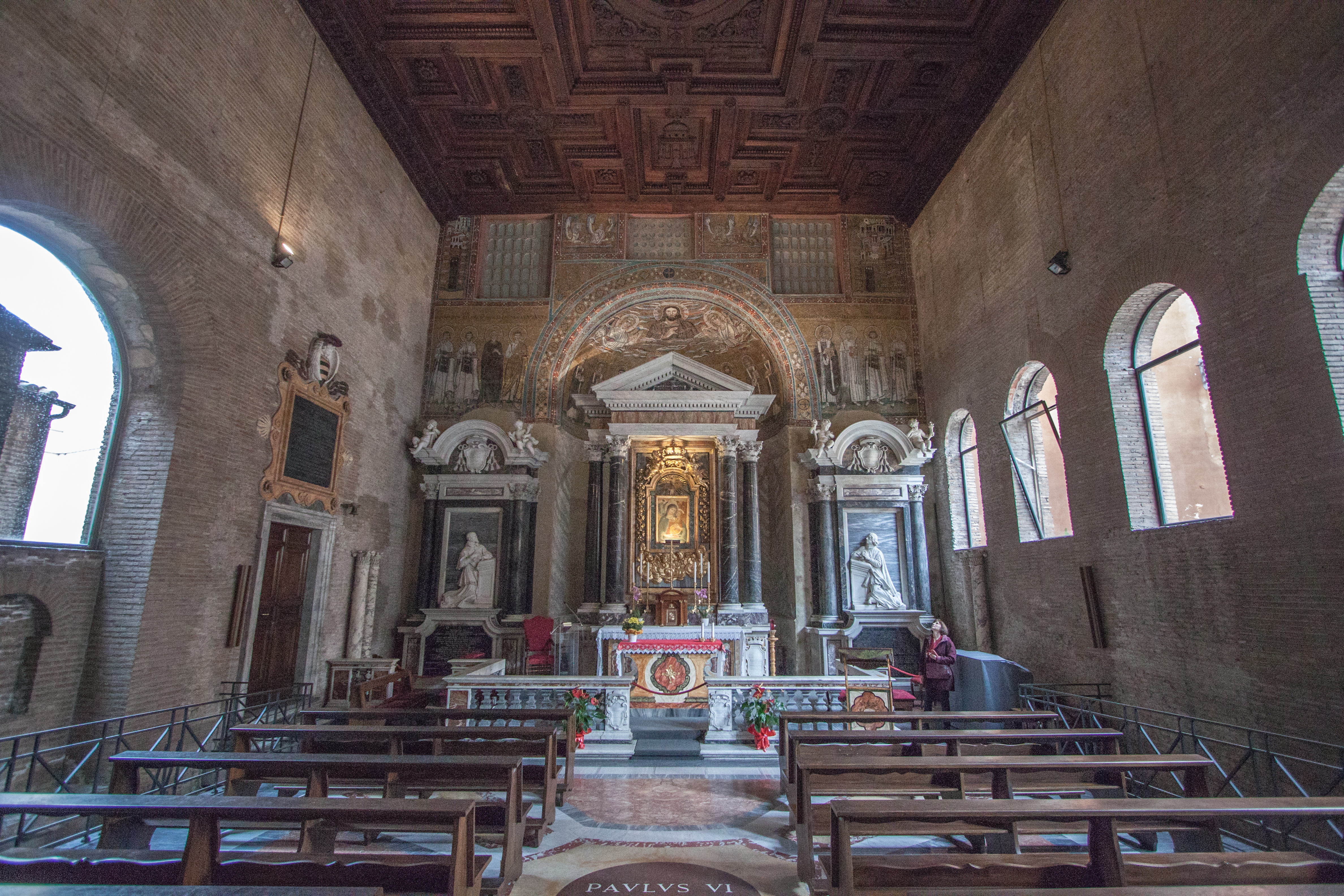
Cappella di san Venanzio